# Румен Чолаков
Румен Георгиев Чолаков е български дипломат и бизнесмен. Бил е посланик в Судан и Кипър, директор на дирекция „Единен държавен протокол“ в МВнР при президентите Петър Младенов и Желю Желев.

## Биография
Роден на 19 март 1939 година в Батак, в семейството на Невена и Георги Чолакови. Баща му Георги Ангелов Чолаков (Асен) е убит, когато той е едва на 4 години.
Ранните си години прекарва в Суворовското училище, където започва близко и дългогодишно приятелство с историка проф. Андрей Пантев, а след неговото закриване – в Чепеларе. Следва в Московски университет за чужди езици, в съветската Дипломатическа академия и в университета на Екситър, Великобритания.
Среща съпругата си Алевтина в Москва, където се женят през 1963 година, имат син.
След като постъпва в Министерството на външните работи на България, изпълнява мисии в Кувейт и Гърция. Назначен е за посланик в Судан (1984), след което заема поста директор на дирекция „Единен държавен протокол“ при президентите Петър Младенов и д-р Желю Желев. Завършва дипломатическата си кариера като посланик в Кипър.
В остатъка от живота си се занимава с частен бизнес.